# Michael Stegemann
Michael Stegemann (* 27. März 1956 in Osnabrück) ist ein deutscher Musikwissenschaftler, Komponist, Hochschullehrer und Autor.

## Leben und Werk
Stegemann studierte Musikwissenschaft, Romanistik, Philosophie und Kunstgeschichte in Münster und Paris. Als Kompositionsstudent besuchte er die Meisterklasse Olivier Messiaens. Seine Dissertation schrieb er über Camille Saint-Saëns und das französische Solokonzert von 1850 bis 1920. Nachdem er von 1981 bis 1986 als Redakteur der Neuen Zeitschrift für Musik gearbeitet hatte und einer Lehrtätigkeit an der Universität Münster nachgegangen war, war er bis 2002 freiberuflich tätig.
Ab dem Sommersemester 2002 hatte er als Nachfolger Martin Gecks den Lehrstuhl für historische Musikwissenschaft am Institut für Musik und Musikwissenschaft der Technischen Universität Dortmund inne. Dort initiierte er den Studiengang „Musikjournalismus“, der seit dem Wintersemester 2010/11 angeboten wird. Im Wintersemester 2024/2025 wurde er in den Ruhestand verabschiedet, ist aber als Seniorprofessor weiterhin in Dortmund tätig.
Michael Stegemann komponierte zahlreiche Vokal- und Instrumentalwerke. Er schuf Hörspielmusiken für den WDR Köln und den Sender Freies Berlin. Beim Forum junger Komponisten der GEMA wurde er 1983 mit einem ersten Preis für sein Orchesterwerk Carceri d’invenzione ausgezeichnet.
Im Jahr 2001 debütierte er bei den Salzburger Festspielen als Regisseur. Er brachte Arthur Honeggers Jeanne d’Arc au bûcher auf die Bühne. L’irato ou L’emporté von Étienne-Nicolas Méhul kam 2005 in einer von Stegemann eingerichteten Fassung und in seiner Inszenierung bei den Bonner Beethovenfesten auf die Bühne.
Stegemann moderierte bis Mitte April 2021 Live-Radiosendungen wie das Klassikforum von WDR 3. Er schreibt Musik-Features für Rundfunkanstalten. In Zusammenarbeit mit dem Ensemble der Berliner Schaubühne schuf er beispielsweise Hector Berlioz – Psychogramm eines Komponisten, Nachricht von den neuesten Schicksalen des Kapellmeisters Johannes Kreisler – Drei Radio-Fantasien in E.T.A. Hoffmann’s Manier und, zum 200. Jahrestag der Französischen Revolution, Ah, ça ira, „Allons enfants“ – Die Musik der Französischen Revolution (1989), Don Antonio Vivaldi: Le quattro stagioni – Eines langen Lebens Reise in den Tod (1991), Der Tod des Piotr Iljitsch – drei radiophone Szenen (1993). Außerdem schrieb Stegemann rund ein Dutzend Hörspiele – darunter mehrere Krimis – für den WDR.
Der SDR Stuttgart produzierte in den Jahren 1992/93 die Sendereihe Glenn Gould Gesamt, die von zahlreichen Rundfunkanstalten übernommen wurde. Sie umfasste 52 Teile. 1997 folgte der Schubert-Almanach, der mit 365 Teilen die größte Sendereihe darstellte, die die ARD jemals produziert hatte. Den Deutschen Kritikerpreis erhielt Stegemann für die Sendereihe Mozart oder Die Entführung in die Musik, die er 2006 zusammen mit Karl Dietrich Gräwe schuf. 2011 folgte eine 21-teilige Sendereihe über Franz Liszt.
Mehrfach ausgezeichnet, unter anderem 2008 mit dem Deutschen Hörbuchpreis, und für die Vorauswahl des Grammy nominiert wurde die Hörspiel-Komposition The Glenn Gould Trilogy von 2007.
Stegemanns Hauptforschungsgebiete sind außer Glenn Gould die französische und die russische Musik. Die Erstaufführung des neu edierten Requiems op. 48 von Gabriel Fauré erfolgte im Jahr 2012 durch Sir Simon Rattle, die Berliner Philharmoniker und den Rundfunkchor Berlin, nachdem Stegemanns zusammen mit Christina M. Stahl erstellte wissenschaftlich-kritische Ausgabe dieses Werks erschienen war. Diese Ausgabe wurde mit dem Deutschen Musikeditionspreis 2012 ausgezeichnet. Seit 2016 ist Stegemann wissenschaftlicher Leiter der 36-bändigen Gesamtausgabe der Œuvres instrumentales complètes von Camille Saint-Saëns im Bärenreiter-Verlag (Kassel).
Stegemann ist seit 2011 Mitglied der Jury zum Preis der deutschen Schallplattenkritik.
Er verfasste mehrere Monographien über Komponisten, einen Roman über Franz Schubert mit dem Titel Ich bin zu Ende mit allen Träumen und andere Werke.
Im Jahr 1983 wurde Stegemann mit der Médaille Hector Berlioz ausgezeichnet. Im Jahr 2016 ernannte ihn das französische Kulturministerium zum Chevalier de l’Ordre des Arts et des Lettres.

## Schriften (Auswahl)
- Camille Saint-Saëns und das französische Solokonzert von 1850 bis 1920. Schott, Mainz u. a. 1984, ISBN 3-7957-1787-6 (englische Übersetzung 1991).
- Antonio Vivaldi mit Selbstzeugnissen und Bilddokumenten (= Rowohlts Monographien. Band 338). Rowohlt, Reinbek 1985, ISBN 3-499-50338-7 (niederländische Übersetzung 1993; chinesische Übersetzung 2010).
- Camille Saint-Saëns mit Selbstzeugnissen und Bilddokumenten (= Rowohlts Monographien. Band 389). Rowohlt, Reinbek 1988, ISBN 3-499-50389-1 (japanische Übersetzung 1999; türkische Übersetzung 1999; chinesische Übersetzung 2008).
- Glenn Gould. Leben und Werk. Piper, München 1992, ISBN 3-492-03584-1.
- Maurice Ravel (= Rowohlts Monographien. Band 538). Rowohlt, Reinbek 1996, ISBN 3-499-50538-X.
- „Ich bin zu Ende mit allen Träumen“. Franz Schubert. Piper, München/Zürich 1996, ISBN 3-492-03819-0.
- Schubert-Almanach. Eine musikalisch-historische Chronik. Piper, München/Zürich 1996, ISBN 3-492-22219-6.
- Mozart für die Westentasche. Piper, München/Zürich 2006, ISBN 3-492-04863-3.
- Franz Liszt. Genie im Abseits. Piper, München/Zürich 2017, ISBN 978-3-492-30193-0.